# سانتياغو كوهن
سانتياغو كوهن (بالإنجليزية: Santiago Cohen)‏ هو مصمم جرافيك أمريكي، ولد في 1954.

## وصلات خارجية
- سانتياغو كوهن على موقع IMDb (الإنجليزية)